# Macrohasseltia macroterantha
Macrohasseltia macroterantha là một loài thực vật có hoa trong họ Liễu. Loài này được (Standl. & L.O. Williams) L.O. Williams mô tả khoa học đầu tiên năm 1961.